# Ida osztrák őrgrófné
Formbach-Ratelnberg Ida (1055 körül – 1101. szeptember) II. Lipót osztrák őrgróf felesége és III. Lipót osztrák őrgróf anyja, leggyakrabban Itha néven emlegetik.

## Élete
IV. Rapoto, Cham bajor körzet urának lányaként született. Részt vett az 1101-es keresztes hadjáratban, ahol eltűnt, amikor Heraclea Cybistránál I. Kilidzs Arszlán rúmi szultán rajtuk ütött. Aurai Ekkehard arról számolt be, hogy az osztrák őrgrófnét meggyilkolták a muzulmánok a csatában. A szóbeszéd szerint viszont Ida túlélte az ütközetet és elhurcolták a szultán háremébe. A legenda szerint ő volt az anyja a keresztes hadjáratok legendás muzulmán hősének, Zenginek, de ez a kronológia miatt lehetetlen.

### Házassága, gyermekei
Chamban, Felső-Pfalzban házasodott össze II. Lipót osztrák őrgróffal 1065-ben. Nyolc gyermekük született, III. Lipót osztrák őrgróf, valamint még hét lánygyermek, akik később Karintia, Csehország és Németország hercegi és őrgrófi családjaiba házasodtak be.
- Lipót (1073–1136), felesége Németországi Ágnes bajor hercegnő.
- Erzsébet (? – 1107), férje II. Ottokár stájer őrgróf.
- Judit
- Gerberga vagy Helbirga (? – 1142), férje II. Bořivoj cseh fejedelem.
- Uda vagy Ida (? – 1115), férje Luitpold znojmói herceg.
- Euphemia (? – 1168 körül), férje I. Konrád peilsteini gróf.
- Zsófia (? – 1154), férje III. Henrik karintiai herceg, majd Sieghard von Burghausen.
- Adelheid, férje Dietrich von Formbach.